# Wataru Endo
Wataru Endo (遠藤 航, Endo Wataru, Yokohama, 9 februari 1993) is een Japans voetballer die doorgaans als verdedigende middenvelder speelt. Hij verruilde VfB Stuttgart in augustus 2023 voor Liverpool. Endo debuteerde in 2015 in het Japans voetbalelftal.

## Clubcarrière

### Japan
Endo begon zijn carrière bij Shonan Bellmare. Hij speelde daar vijf seizoenen, afwisselend in de J1 League en J2 League, de twee grootste competities van Japan. Hij kwam er tot 167 wedstrijden in alle competities, waarin hij 24 doelpunten maakte en zeven assists gaf. In 2016 tekende Endo een contract bij Urawa Red Diamonds. Daar speelde hij tweeënhalf seizoen, waarin hij goed was voor 108 wedstrijden, zes goals en zeven assists.

### STVV
In 2018 zette hij zijn carrière verder bij de Belgische eersteklasser Sint-Truidense VV, dat sinds 2017 in Japanse handen was. In zijn eerste wedstrijd scoorde hij al na drie minuten de gelijkmaker tegen KRC Genk. Ook in zijn derde wedstrijd was hij trefzeker, in een 2-2 gelijkspel met Waasland-Beveren. In zijn eerste en enige volledige seizoen bij STVV kwam hij tot 28 wedstrijden. Endo begon het seizoen 2019/20 bij STVV, maar kwam tot slechts drie wedstrijden, voordat hij vertrok uit België.

### VfB Stuttgart
Endo maakte in augustus 2019 op huurbasis de overstap naar VfB Stuttgart, op dat moment actief in de 2. Bundesliga. Na een moeilijk begin werd Endo vanaf november 2019 een onbetwiste basisspeler bij Stuttgart, waarop de club hem in april 2020 definitief overnam van STVV. De Duitse club, die op het einde van het seizoen naar de Bundesliga promoveerde, betaalde 1,7 miljoen euro voor de Japanse middenvelder. Endo miste in zowel seizoen 2020/21, 2021/22 als 2022/23 maar één speelronde van de competitie. Aan het begin van het seizoen 2021/22 werd Endo verkozen tot nieuwe aanvoerder van VfB Stuttgart. Zijn ploeggenoten en hij behielden zich daarbij in zowel 2022 (op doelsaldo) als 2023 (via play-offs tegen Hamburger SV) nipt in de Bundesliga. In 2022 was Endo als aanvoerder in de extra tijd goed voor de winnende goal tegen 1. FC Köln, waardoor Stuttgart niet degradeerde. In vier seizoenen bij Stuttgart speelde Endo 133 wedstrijden, waarin hij goed was voor vijftien doelpunten en twaalf assists.

### Liverpool
Endo tekende in augustus 2023 voor vier jaar bij Liverpool, de nummer vijf van de Premier League in het voorgaande seizoen. Dat betaalde circa 19 miljoen euro voor hem aan Stuttgart. Hij debuteerde een dag na zijn komst voor de Engelse club, tegen Bournemouth. Endo maakte die wedstrijd indruk doordat slechts één van zijn passes niet aankwam. Op 27 september speelde hij 90 minuten in de EFL Cup-wedstrijd tegen Leicester City, waarin hij een assist gaf op de 2-1 van Dominik Szoboszlai. Op 26 oktober scoorde Endo zijn eerste goal voor Liverpool in een 5-1 overwinning op Toulouse in de UEFA Europa League. Op 3 december scoorde Endo zijn eerste Premier League-goal voor Liverpool. Hij werd zeven minuten voor het einde ingebracht met een 2-3 achterstand op het bord, maakte na vier minuten de gelijkmaker en zag Liverpool uiteindelijk met 4-3 winnen. Daarna was Endo tot aan zijn deelname aan de Aziatisch kampioenschap voetbal in januari 2024 telkens basisspeler. Hij werd uitverkozen tot Player of the Month December bij Liverpool.

## Clubstatistieken
| Seizoen         | Club               | Competitie      | Competitie | Competitie | Beker | Beker | Internationaal | Internationaal | Totaal | Totaal |
| Seizoen         | Club               | Competitie      | Wed.       | Dlp.       | Wed.  | Dlp.  | Wed.           | Dlp.           | Wed.   | Dlp.   |
| --------------- | ------------------ | --------------- | ---------- | ---------- | ----- | ----- | -------------- | -------------- | ------ | ------ |
| 2010            | Shonan Bellmare    | J1 League       | 6          | 1          | 1     | 0     | 0              | 0              | 7      | 1      |
| 2011            | Shonan Bellmare    | J2 League       | 34         | 1          | 4     | 0     | 0              | 0              | 38     | 1      |
| 2012            | Shonan Bellmare    | J2 League       | 32         | 7          | 1     | 0     | 0              | 0              | 33     | 7      |
| 2013            | Shonan Bellmare    | J1 League       | 17         | 3          | 1     | 0     | 0              | 0              | 18     | 3      |
| 2014            | Shonan Bellmare    | J2 League       | 38         | 7          | 1     | 0     | 0              | 0              | 39     | 7      |
| 2015            | Shonan Bellmare    | J1 League       | 31         | 5          | 1     | 0     | 0              | 0              | 32     | 5      |
| 2016            | Urawa Red Diamonds | J1 League       | 29         | 0          | 4     | 0     | 6              | 0              | 39     | 0      |
| 2017            | Urawa Red Diamonds | J1 League       | 30         | 3          | 4     | 0     | 13             | 1              | 47     | 4      |
| 2018            | Urawa Red Diamonds | J1 League       | 16         | 2          | 5     | 0     | 1              | 0              | 22     | 2      |
| 2018/19         | STVV               | Eerste klasse A | 26         | 2          | 2     | 0     | 0              | 0              | 28     | 2      |
| 2019/20         | STVV               | Eerste klasse A | 3          | 0          | 0     | 0     | 0              | 0              | 3      | 0      |
| 2019/20         | → VfB Stuttgart    | 2. Bundesliga   | 21         | 1          | 1     | 0     | 0              | 0              | 22     | 1      |
| 2020/21         | VfB Stuttgart      | Bundesliga      | 33         | 3          | 3     | 0     | 0              | 0              | 36     | 3      |
| 2021/22         | VfB Stuttgart      | Bundesliga      | 33         | 4          | 1     | 0     | 0              | 0              | 34     | 4      |
| 2022/23         | VfB Stuttgart      | Bundesliga      | 35         | 5          | 5     | 1     | 0              | 0              | 40     | 6      |
| 2023/24         | VfB Stuttgart      | Bundesliga      | 0          | 0          | 1     | 1     | 0              | 0              | 1      | 1      |
| 2023/24         | Liverpool          | Premier League  | 18         | 1          | 3     | 0     | 6              | 1              | 27     | 2      |
| Carrière totaal | Carrière totaal    | Carrière totaal | 402        | 45         | 38    | 2     | 26             | 2              | 466    | 49     |

Bijgewerkt op 22 februari 2024.

## Interlandcarrière
Endo debuteerde op 2 augustus 2015 in het Japans voetbalelftal. Bondscoach Vahid Halilhodžić gaf hem toen een basisplaats tijdens de eerste groepswedstrijd van het Oost-Aziatisch kampioenschap 2015, tegen Noord-Korea. Hij speelde ook de andere twee wedstrijden van de Japanners tijdens dit toernooi van begin tot eind. Endo was in zijn eerste interlandjaren niet meteen een vaste kracht. Hij werd ook wel eens niet opgeroepen, op de bank gezet of met Japan –23 meegetsuurd. Zo zat hij niet in de Japanse selectie op het Oost-Aziatisch kampioenschap 2017 en zat hij tijdens het Wereldkampioenschap voetbal 2018 alleen op de bank. Hij maakte wel actief deel uit van het Japanse team op het Aziatisch kampioenschap 2019, waarop zijn teamgenoten en hij de finale haalden. Hij was ook basisspeler in drie van de vier wedstrijden van Japan op het WK 2022.
Endo nam met de Japanse olympische ploeg deel aan de Olympische Zomerspelen 2016.

### Interlands
| Japans voetbalelftal | Japans voetbalelftal | Japans voetbalelftal |
| Jaar                 | Wed.                 | Dlp.                 |
| -------------------- | -------------------- | -------------------- |
| 2015                 | 5                    | 0                    |
| 2016                 | 2                    | 0                    |
| 2017                 | 4                    | 0                    |
| 2018                 | 4                    | 0                    |
| 2019                 | 7                    | 1                    |
| 2020                 | 3                    | 0                    |
| 2021                 | 9                    | 0                    |
| 2022                 | 13                   | 0                    |
| 2023                 | 3                    | 0                    |
| Totaal               | 50                   | 1                    |